# Koroužné
Koroužné település Csehországban, a Žďár nad Sázavou-i járásban. Koroužné Prosetín, Věstín, Vír, Štěpánov nad Svratkou és Bystřice nad Pernštejnem településekkel határos. Lakosainak száma 255 fő (2024. január 1.).

## Népesség
A település lakosságának változását az alábbi diagram mutatja:
| Lakosok száma | 540  | 510  | 532  | 444  | 359  | 290  | 255  | 264  | 259  | 255  |
|               | 1869 | 1890 | 1921 | 1950 | 1980 | 2001 | 2017 | 2019 | 2022 | 2024 |